# Scytosiphonaceae
Famille
Les Scytosiphonaceae sont une famille d’algues brunes de l’ordre des Ectocarpales selon AlgaeBase (29 oct. 2012), de celui des Scytosiphonales selon ITIS (29 oct. 2012). 
La famille des Chnoosporaceae est incluse dans la famille des Scytosiphonaceae selon AlgaeBase (3 janvier 2020).

## Étymologie
Le nom vient du genre type Scytosiphon, dérivé des mots grecs σκῦτος / skýtos, «  lanière de cuir ; fouet », et σιφων / sifon, « tube creux », littéralement « fouet en forme de tube » ou « tube en forme de fouet », en référence à la forme des frondes.

## Liste des genres
Selon AlgaeBase (23 août 2017) :
- Chnoospora J.Agardh
- Colpomenia (Endlicher) Derbès & Solier
- Endarachne J.Agardh
- Endopleura Hollenberg
- Eoclathrus Squinabol
- Hapterophycus Setchell & N.L.Gardner
- Hydroclathrus Bory
- Iyengaria Børgesen
- Jolyna S.M.P.B.Guimarães
- Melanosiphon M.J.Wynne
- Myelophycus Kjellman
- Petalonia Derbès & Solier
- Planosiphon McDevit & G.W.Saunders
- Rosenvingea Børgesen
- Scytosiphon C.Agardh
- Symphyocarpus Rosenvinge

Selon ITIS (23 août 2017) :
- Colpomenia
- Endarachne
- Hydroclathrus
- Petalonia
- Rosenvingea
- Scytosiphon

Selon World Register of Marine Species (23 août 2017) :
- Analipus Kjellman, 1889
- Chlorosiphon Kützing, 1843
- Chnoospora J.Agardh, 1847
- Colpomenia (Endlicher) Derbès & Solier, 1851
- Compsonema Kuckuck, 1899
- Diplura Hollenberg, 1969
- Endarachne J.Agardh, 1896
- Endoplura Hollenberg, 1969
- Eoclathrus Senofonte Squinabol, 1888
- Haplogloia Levring, 1939
- Haplosiphon Trevisan, 1849
- Heteroralfsia Kawai, 1989
- Hydroclathrus Bory de Saint-Vincent, 1825
- Iyengaria Børgesen, 1939
- Jolyna S.M.P.B.Guimarães, 1986
- Petalonia Derbès & Solier, 1850
- Rosenvingea Børgesen, 1914
- Scytosiphon C.Agardh, 1820
- Sorapion Kuckuck, 1894
- Stragularia Strömfelt, 1886
- Symphyocarpus Rosenvinge, 1893